# DJ Jazzy Jeff

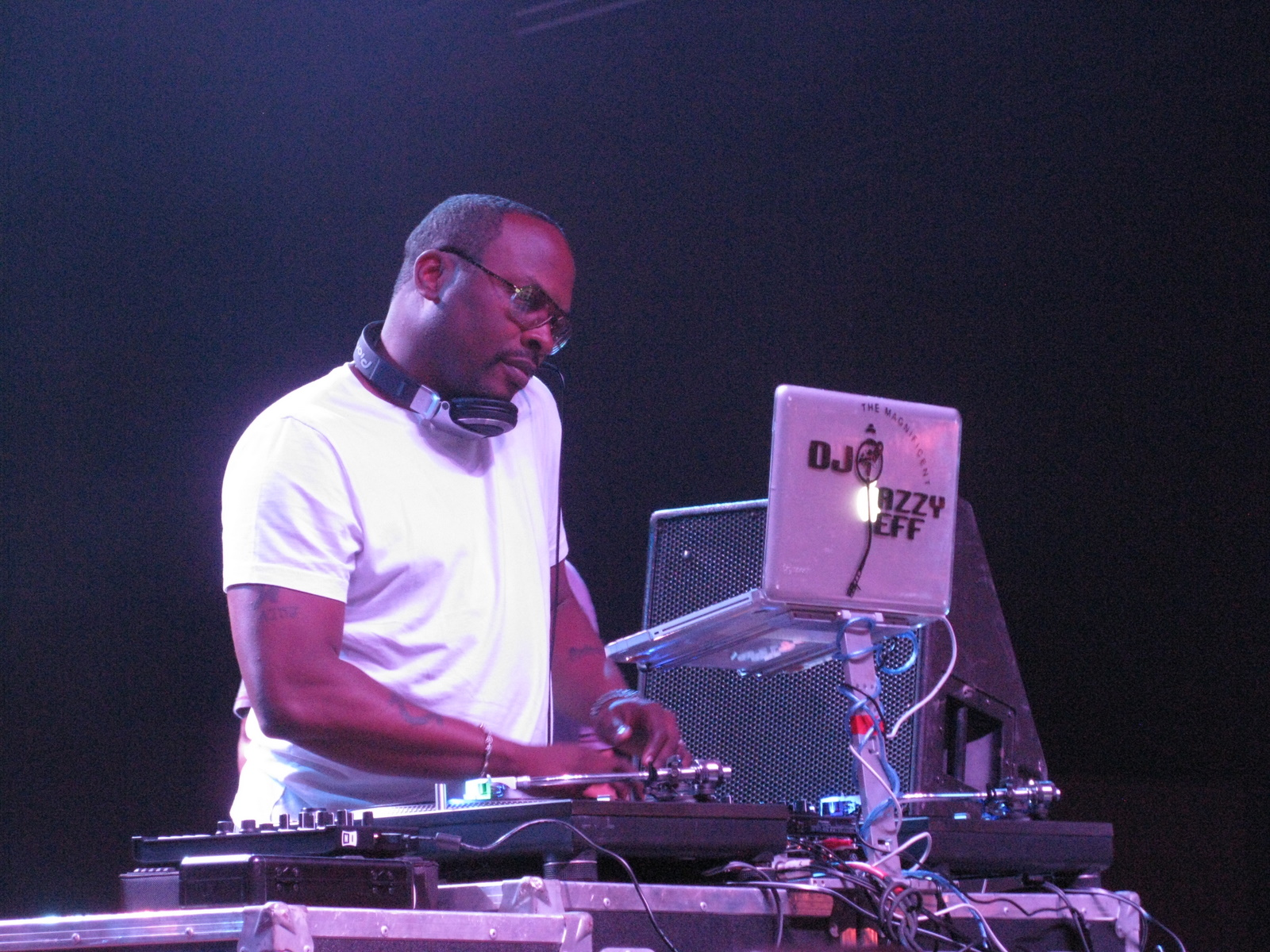
DJ Jazzy Jeff

Jeffrey Allen Townes, född 22 januari 1965 i Philadelphia, Pennsylvania, mer känd som DJ Jazzy Jeff, är en amerikansk DJ mest känd för sitt samarbete med rapparen Will Smith i DJ Jazzy Jeff & The Fresh Prince. Har också gjort en del gästinhop i Will Smiths TV-serie Fresh Prince i Bel Air.
Jazzy Jeff har vunnit två Grammy-utmärkelser:
- 1989 för Parents Just Don’t Understand, tillsammans med Will Smith;
- 1991 för Summertime, tillsammans med Will Smith.